# 中苏友谊万岁奖章
中苏友谊万岁奖章（俄语：Медаль «Китайско-советская дружба»），又称为中苏友好奖章，是中华人民共和国政府于1951年发行的一个奖章。

## 历史
为了表达对苏联在中华人民共和国成立之初所提供技术支持的感谢。自1951年起至1959年，根据中央人民政府的命令制造了此枚奖章，并分别由政务院或人民革命军事委员会颁发给每一位参与来华援助的苏联专家。

## 外观
勋章呈圆形，金底，有两面红旗重叠飘动，一面为中华人民共和国国旗，一面为苏联国旗，由金色麦穗和两片橄榄环绕着叶，下面一条红彩带上镶刻着“中苏友谊万岁”六个繁体金字。
略章呈长方形，红底，中间为一颗铜色五角星，有两条黄线纵贯。

## 授予

### 资格
对中苏友谊作出贡献的中国和苏联人士，会以中央人民政府政务院总理周恩来或中央人民政府主席毛泽东之名授予一枚中苏友谊奖章，并颁发证书。

### 名单
- 苏联元帅伊万·斯捷潘诺维奇·科涅夫
- 苏联元帅瓦西里·伊万诺维奇·崔可夫
- 苏联元帅康斯坦丁·康斯坦丁诺维奇·罗科索夫斯基
- 苏联元帅亚历山大·米哈伊洛维奇·华西列夫斯基
- 苏联元帅格奥尔基·康斯坦丁诺维奇·朱可夫（1953年、1956年两次获勋）
- 苏联元帅罗季翁·雅科夫列维奇·马利诺夫斯基（1956年获勋）
- 苏联元帅霍夫汉内斯·巴格拉米扬
- 苏联元帅马特维·瓦西里耶维奇·扎哈罗夫
- 苏联元帅谢尔盖·费多罗维奇·阿赫罗梅耶夫（1955年获勋）
- 空軍主帥伊万·阔日杜布
- 海军中将瓦连京·安德烈耶维奇·切库罗夫（1956年）[2]